# Salicylalkohol
Salicylalkohol (Saligenin) ist eine in einigen Pflanzen und Insekten natürlich vorkommende chemische Verbindung. Sie entsteht durch Hydrolyse des Salicins, einem β-Glucosid des Salicylalkohols. Salicylalkohol gehört zur Stoffgruppe der Hydroxybenzylalkohole, die sich sowohl vom Benzylalkohol als auch vom Phenol ableitet.